# Ono, Fukushima
Ono (japanska: 小野町?, Ono-machi) är en landskommun (köping) i Fukushima prefektur i Japan.  